# Komórki satelitarne mięśni
Komórki satelitarne mięśni, mięśniowe komórki satelitarne, komórki miosatelitowe – komórki macierzyste mięśni szkieletowych.  
Powstają z mioblastów, które nie zlały się do roboczych komórek mięśniowych, lecz ściśle do nich przylegają.  U dorosłego człowieka ich jądra stanowią około 5% jąder komórek mięśniowych.  Uaktywniają się przy uszkodzeniu lub trenowaniu mięśnia, prowadząc do regeneracji lub przerostu komórek mięśniowych.  W warunkach doświadczalnych udaje się je różnicować do innych komórek niż mięśniowe.